# Cambridge (Iowa)
Cambridge ist eine Kleinstadt mit dem Status „City“ im Story County des US-amerikanischen Bundesstaats Iowa. Im Jahr 2020 hatte Cambridge 827 Einwohner und damit genausoviele wie beim United States Census 2010.
Die Stadt ist Bestandteil der Ames Metropolitan Statistical Area, einer Metropolregion, die sich über das gesamte Gebiet des Story County erstreckt.

## Geografie
Cambridge liegt im Zentrum Iowas am westlichen Ufer des South Skunk River, der über den Skunk River zum Stromgebiet des Mississippi River gehört.
Das Stadtgebiet erstreckt sich über eine Fläche von 2,85 km² und liegt vollständig innerhalb der Union Township.
Nachbarorte von Cambridge sind Nevada (19,4 km nordnordöstlich), Maxwell (14,6 km östlich), Elkhart (13,2 km südlich), Alleman (15,6 km südwestlich), Huxley (6,7 km westlich) und Ames (22,7 km nordnordwestlich).
Die nächstgelegenen größeren Städte sind die Twin Cities (Minneapolis und St. Paul) in Minnesota (359 km nördlich), Rochester in Minnesota (306 km nordnordöstlich), Waterloo (172 km nordöstlich), Cedar Rapids (168 km östlich), Iowas frühere Hauptstadt Iowa City (194 km ostsüdöstlich), Iowas Hauptstadt Des Moines (40,2 km südsüdwestlich), Kansas City in Missouri (351 km südsüdwestlich), Nebraskas größte Stadt Omaha (261 km westsüdwestlich), Sioux City (302 km westnordwestlich) und South Dakotas größte Stadt Sioux Falls (444 km nordwestlich).

## Verkehr
Der in Nord-Süd-Richtung verlaufende Interstate Highway 35, der die kürzeste Verbindung von Minneapolis nach Des Moines bildet, führt in rund drei Kilometer Entfernung am westlichen Stadtrand von Cambridge vorbei. Alle weiteren Straßen sind untergeordnete Landstraßen, teils unbefestigte Fahrwege sowie innerörtliche Verbindungsstraßen.
Durch das Stadtgebiet von Cambridge verläuft in Nord-Süd-Richtung eine Eisenbahnlinie für den Frachtverkehr der Union Pacific Railroad (UP).
Mit dem Heart of Iowa Nature Trail führt auf der Trasse einer ehemaligen Eisenbahnstrecke ein Rail Trail für Wanderer, Radfahrer und Reiter durch den Süden des Stadtgebiets von Cambridge.
Mit dem Ames Municipal Airport befindet sich 22 km nordnordwestlich ein kleiner Flugplatz für die Allgemeine Luftfahrt und den Lufttaxiverkehr. Der nächste Verkehrsflughafen ist der 50 km südsüdwestlich gelegene Des Moines International Airport.

## Bevölkerung
Nach der Volkszählung im Jahr 2010 lebten in Cambridge 827 Menschen in 310 Haushalten. Die Bevölkerungsdichte betrug 290,2 Einwohner pro Quadratkilometer. In den 310 Haushalten lebten statistisch je 2,67 Personen je Haushalt.
Ethnisch betrachtet setzte sich die Bevölkerung zusammen aus 97,1 Prozent Weißen, 0,4 Prozent Afroamerikanern, 0,5 Prozent amerikanischen Ureinwohnern, 0,6 Prozent Asiaten sowie 0,4 Prozent aus anderen ethnischen Gruppen; 1,1 Prozent stammten von zwei oder mehr Ethnien ab. Unabhängig von der ethnischen Zugehörigkeit waren 2,9 Prozent der Bevölkerung spanischer oder lateinamerikanischer Abstammung.
28,5 Prozent der Bevölkerung waren unter 18 Jahre alt, 60,5 Prozent waren zwischen 18 und 64 und 11,0 Prozent waren 65 Jahre oder älter. 51,5 Prozent der Bevölkerung waren weiblich.

Das mittlere jährliche Einkommen eines Haushalts lag bei 54.706 US-Dollar. Das Pro-Kopf-Einkommen betrug 24.770 USD. 4,3 Prozent der Einwohner lebten unterhalb der Armutsgrenze.